# 노동자연대 (대한민국)
노동자연대(영어: Workers' Solidarity)는 대한민국의 트로츠키주의 단체이다. 정당과 유사한 성격을 가졌지만 정당은 아니며 각 정당 내부의 "정파"로서 활동해왔다.
이들은 반전과 반자본주의를 표방하며, 노동자에게는 완전히 다른 종류의 국가가 필요하다고 주장하기 때문에, 노동자 계급의 단결, 해방과 정치적 노동운동을 통한 혁명을 추구, 주장하고 있다.
과거에 쓰이던 조직명으로는 국제사회주의자들(1990~2000), 전국사회주의학생연합(1993), 민주노동당 학생그룹(2000~01), 다함께(2001~12), 노동자연대 다함께(2012~14)가 있다.

## 역사

### 지하조직 시절
노동자연대의 전신은 1990년 10월에 결성된 '국제사회주의자들'(International Socialists, 약칭 IS)이다. IS가 설립하기 이전 최일붕은 '국제노동자동맹'의 조직원이었다. 1989년 설립한 '국제노동자동맹'은 1989년 천안문 사건 이후 트로츠키주의의 일파인 국가자본주의론을 받아들인 이들의 조직이었다. 하지만 1990년 9월 국제노동자동맹은 사상적 분화를 겪었고, 이 과정에서 최일붕 등 국가자본주의론을 지지한 소수파가 새로 꾸린 단체가 바로 'IS'이다
1991년 8월 소련이 몰락하자 IS는 그 세력을 늘렸는데 최일붕은 20여 명 남짓하던 회원 숫자가 소련 붕괴 이후 200명 이상으로 증가했다고 밝혔다.
1992년 2월 서울경찰청은 IS 조직원 10명을 국가보안법 위반 혐의로 구속하고, 위원장인 최일붕 당시 신평론사 대표 등 9명을 수배했다고 발표했다. 당시 IS는 한국외대, 성균관대, 경희대 등에 대자보를 붙이며 활동했다. 이때부터 IS는 북한을 '노동자를 억압하는 관료적 자본주의체제'라고 비판했다. 최일붕은 당시 상황을 "당시 회원 40~50명 정도가 강촌으로 MT를 갔는데 경찰이 전경 버스 수십대로 포위해서 모두 잡아갔다"라고 설명했다.
당시 경찰 발표에 따르면 IS는 '정치학교'를 통해 자신들의 사상을 학습시켰으며, 대학가, 공단지역, 시위 현장 등에서 기관지와 IS문건을 뿌렸다고 한다.
IS는 클레어몬트 대학원을 졸업한 최일붕 위원장을 통해 영국 사회주의노동자당(SWP)의 크리스 하먼(Chris Harman) 등과 접촉하면서 트로츠키주의 이론을 수용했다. 최일붕은 1992년 10월 체포됐다. 경찰은 조직원 47명을 검거, 이중 19명을 구속했다고 밝혔다.
하지만 IS는 미검거자를 중심으로 1993년 대학생 조직인 '전국사회주의학생연합'(사학련)을 결성하고 조직을 이어갔다. 최일붕은 1993년 크리스마스 특사로 가석방됐으나, 이듬해 다시 최일붕 등 사학련 조직원 37명이 검거됐고, 최일붕 등 10명은 구속됐다. 최일붕은 1996년 4월까지 수감생활을 했고, 석방된 이후에도 2000년까지 수배 생활은 계속됐다.
이후에도 경찰의 IS 탄압은 계속됐는데, 1995년에 2명, 1997년 4명, 1998년 17명, 2000년 1명이 구속되는 일이 있었다.(최일붕은 1997년 말부터 1999년까지 100명이 넘는 회원들이 구속돼 재판에 회부됐다고 설명한다) 당시 IS의 기관지 이름은 '노동자 연대'였다.

### 민주노동당 입당 이후
2000년 1월 IS는 조직적으로 민주노동당에 입당함으로써 10년에 걸친 지하조직 생활을 마무리했다. 이들은 한동안 '민주노동당 학생그룹' 이름으로 활동했으나, 2001년 8월 단체명을 '다함께'로 변경했다. 최일붕은 이 이름이 2000년 12월 프랑스 니스에서 벌어진 대규모 반자본주의 시위의 구호였던 'Tous ensemble'에서 따온 것이라 설명했다.
2003년 참여정부가 이라크 파병을 발표하자 다함께는 반전 운동을 주도했다. 이 과정에서 회원 숫자가 크게 늘어나 1300명까지 늘어났다. 2004년 노무현 탄핵 소추 국면에서는 탄핵 반대 주장을 폈다.
2007년 말 민주노동당 분당 사태에서 다함께는 분당 반대를 주장했다. 당시 국면은 분당을 반대하는 NL과 분당을 찬성한 PD(평등파)의 대립 구도였다. 다함께는 큰 틀에서 PD계열로 분류됐으나 PD계열의 큰 흐름과는 다른 선택을 한 것이다. 최일붕은 당시 평등파의 친북좌파 비판에 대해 "오히려 좌파적이지 말고 중도를 걷자는 함의가 있었다"며 분당을 반대한 이유를 밝혔다.
이후 다함께는 민주노동당 내 좌파적 경향 소수파로 남았다. 2008년 대한민국 촛불 시위에서는 참여연대, 진보연대와 함께 '광우병 위험 미국산 쇠고기 전면 수입 반대 국민대책회의'를 조직해 촛불집회를 주도했다. 최일붕은 당시 다함께 "운동은 순수해야 하는 것이지 정치조직이 끼어들면 안된다"는 인터넷 상의 댓글공격을 많이 받았다고 회고했다.

### 통합진보당 사태 이후
2011년 통합진보당 창당 과정에서 다함께는 국민참여당 계열의 합류를 반대하는 운동을 전개했다. 당시 다함께는 통합을 추진한 민노당 당권파에 대해 "사안에 따른 전술적 제휴 정도가 아니라 아예 부르주아 정당과 합당을 시도하는 수준"이라며 비판했다.
2011년 9월 민주노동당 당대회 결과 1차 진보대통합은 실패로 돌아갔지만 결국 2011년 12월 진보대통합이 성사되어 통합진보당이 출범했다. 이듬해 3월에는 통합진보당 부정 경선 사건이 터졌다.
이러한 일련의 과정을 겪으면서 다함께는 2012년 4월 지회를 신설하는 등 정당 내 조직이 아니라 독자적인 정치조직의 성격을 강화했다. 7월에는 통합진보당에서 조직적으로 탈당했다. 단체명도 '노동자연대 다함께'로 변경했다.
2014년 초에는 조직 내 이견으로 오랫동안 기관지 편집자였던 전지윤 등의 분파가 조직을 탈퇴하는 일도 있었다. 이즈음 조직명도 '노동자연대'로 바뀌었다.

## 민주노총의 연대 중단선언, 2017년
민주노총 여성위원회는 [민주노총 성폭력, 폭언폭행 금지 및 처벌 규정]에 따라 처리된 사건의 피해자에게 ‘노동자연대’가 2차 가해를 진행하고 있다고 판단하며, 이에 따라 ‘노동자연대’에 대한 성평등/반성폭력/여성노동권 관련 사업의 연대 중단을 결정하였다. 따라서 민주노총 산하 다른 조직도 이 단체와 연대하지 않는다.

## 간행물
노동자연대의 전신인 민주노동당 학생그룹 시절에 월간 잡지《열린 주장과 대안》, 《다함께》를 발행했고, 단체 성장과 정세 변화에 맞춰 주간 신문 《맞불》, 《저항의 촛불》, 격주간 신문 《레프트21》 등을 발행했다. 현재는 주간 신문 《노동자 연대》, 격월간 이론지 《마르크스21》, 학생잡지 《대학생 레프트 리뷰》를 발행하고 있다. 신문은 노동자연대의 기본 입장에 입각한 기사들과 논평, 독자편지로 구성돼 있다.

## 정치 포럼 맑시즘
노동자연대는 2001년부터 대규모의 정치 포럼을 주최해 왔다. 초기에는 '전쟁과 변혁의 시대'로 불렸던 이 포럼은 현재 '맑시즘'이라는 이름으로 계속되고 있다.
그동안 '맑시즘'에는 강기갑, 노회찬, 심상정, 권영길, 이정희 등 진보정당 정치인, 김수행, 정성진, 박노자, 박세길, 최갑수 등의 진보적인 성향의 학자들이 연사로 참가하였다. 2010년 맑시즘은 2010년 7월 22일부터 7월 25일까지 〈끝나지 않은 위기, 저항의 사상〉이라는 주제로 열렸고, 복음과 상황, 한겨레21 등에 노동 문제에 대한 글들을 써온 하종강 한울노동문제연구소 소장, 진보적인 역사학자 한홍구 성공회대학교 교수 등이 참여하였다.

## 정치 성향
노동자연대는 현재 트로츠키주의자들의 국제 단체인 국제 사회주의자 경향(International Socialist Tendency)의 대한민국 가맹 단체이다. 이들이 지지하는 이념은 트로츠키주의 지만, 이들은 제4인터내셔널, 그리고 트로츠키 본인의 주장과는 달리, 소련이 노동자 계급의 국가라는 주장을 지지하지 않는다.
이들은 정통 트로츠키주의자들과는 달리 구 소련 및 동구권 스탈린주의 체제 국가들이 공산주의의 기본 전제들과 매우 다르고, 오히려 정부 개입주의적 자본주의와 유사한 국가자본주의 국가라고 주장하고 있다. 때문에 이들은 베트남, 중국의 체제를 반대하며, 쿠바, 북한에도 반대를 한다.

## 같이 보기
- 국제 사회주의자 경향(International Socialist Tendency)
- 토니 클리프
- 트로츠키주의
- 민주노동당